# Kroktjärnet (Gunnarskogs socken, Värmland, 663807-132410)
Kroktjärnet är en sjö i Arvika kommun i Värmland och ingår i Göta älvs huvudavrinningsområde.